# 結城耕造
結城 耕造（ゆうき こうぞう、1979年1月23日 - ）は、日本の元サッカー選手。アビスパ福岡代表取締役社長。神奈川県横浜市 出身。父親は国立教育政策研究所名誉所員の結城忠。

## 来歴
横浜フリューゲルスユース から、二浪しての一般入試で早稲田大学 法学部に入学し、早稲田大学ア式蹴球部で活躍した。
3年次の2002年に、大学を休学する形でジェフユナイテッド市原に入団する。
市原加入当初はなかなか出場機会に恵まれなかったが、2004年シーズンから徐々に出番を増やす。2005年シーズンは、ワールドユースに出場していた水本裕貴が抜けている間にレギュラーとして活躍。水本が戻ってきた後も信頼を勝ち取りレギュラーとして定着した。その後は再度水本にポジションを奪われ、また怪我も重なって出場機会が減少する。
2008年6月、戸田和幸とのトレードの形で、DF陣の層の薄くなっていた当時J2のサンフレッチェ広島へレンタル移籍する。移籍を決意したのは両親が広島市中区の出身ということもあった。怪我人が続出したCB陣の穴を埋め、J1昇格に貢献した。同年末、千葉から戦力外通告され、レンタル先の広島では西河翔吾の復帰に伴い完全移籍もなかった。
2009年、早稲田大学に復学、早大公認のNPO法人ワセダクラブのスクールである、ワセダクラブ田無フットサルスクールコーチに就任しつつ、移籍先を探していた。
同年7月、ドイツ2部のフォルトゥナ・デュッセルドルフと契約した。ただ、厚い選手層に阻まれトップチームではほとんど出場機会に恵まれなく、2軍であるレギオナルリーガのフォルトゥナ・デュッセルドルフⅡでもプレーした。2010年01月10日、Wintercup2010（フォルトゥナ・デュッセルドルフ、バイヤー・レヴァークーゼン、VfLヴォルフスブルク、ボルシア・メンヒェングラートバッハの4チームによる大会）にて、レヴァークーゼン戦とメンヒェングラートバッハ戦にスタメンでフル出場。フォルトゥナはこの大会で唯一の2部クラブであるが、準優勝。特にレヴァークーゼン戦では手堅い守備で活躍し、1-0での勝利に貢献。地元紙から「クールで賢いプレーを披露」と評された。
同シーズン末に退団し次の移籍先を探していた が見つからず、現役引退した。引退後、早稲田大学に復学した。早稲田大学大学院経営管理研究科修了。不動産業・アパマングループのシステムソフト社傘下SS Technologies株式会社 社長。

## 所属クラブ
- 1985年 - 1990年  FC本郷 (横浜市立本郷台小学校)
- 1991年 - 1993年  横浜市立本郷中学校
- 1994年 - 1996年  横浜フリューゲルスユース (神奈川県立柏陽高等学校)
- 1999年 - 2001年  早稲田大学
- 2002年 - 2008年  ジェフユナイテッド市原・千葉
  - 2008年6月 - 同年12月  サンフレッチェ広島 (期限付き移籍)
- 2009年 - 2010年  フォルトゥナ・デュッセルドルフ
  - 2009年 - 2010年  フォルトゥナ・デュッセルドルフⅡ

## 個人成績
| 国内大会個人成績 | 国内大会個人成績 | 国内大会個人成績 | 国内大会個人成績 | 国内大会個人成績 | 国内大会個人成績 | 国内大会個人成績 | 国内大会個人成績 | 国内大会個人成績 | 国内大会個人成績 | 国内大会個人成績 | 国内大会個人成績 |
| 年度             | クラブ           | 背番号           | リーグ           | リーグ戦         | リーグ戦         | リーグ杯         | リーグ杯         | オープン杯       | オープン杯       | 期間通算         | 期間通算         |
| 年度             | クラブ           | 背番号           | リーグ           | 出場             | 得点             | 出場             | 得点             | 出場             | 得点             | 出場             | 得点             |
| 日本             | 日本             | 日本             | 日本             | リーグ戦         | リーグ戦         | リーグ杯         | リーグ杯         | 天皇杯           | 天皇杯           | 期間通算         | 期間通算         |
| ---------------- | ---------------- | ---------------- | ---------------- | ---------------- | ---------------- | ---------------- | ---------------- | ---------------- | ---------------- | ---------------- | ---------------- |
| 2002             | 市原             | 31               | J1               | 0                | 0                | 0                | 0                | 0                | 0                | 0                | 0                |
| 2003             | 市原             | 31               | J1               | 4                | 0                | 2                | 0                | 3                | 0                | 9                | 0                |
| 2004             | 市原             | 24               | J1               | 11               | 0                | 3                | 0                | 0                | 0                | 14               | 0                |
| 2005             | 千葉             | 24               | J1               | 20               | 0                | 9                | 0                | 2                | 0                | 31               | 0                |
| 2006             | 千葉             | 24               | J1               | 9                | 1                | 3                | 0                | 0                | 0                | 12               | 1                |
| 2007             | 千葉             | 24               | J1               | 1                | 0                | 0                | 0                | 0                | 0                | 1                | 0                |
| 2008             | 千葉             | 5                | J1               | 2                | 0                | 1                | 0                | 0                | 0                | 3                | 0                |
| 2008             | 広島             | 3                | J2               | 19               | 0                | -                | -                | 0                | 0                | 19               | 0                |
| ドイツ           | ドイツ           | ドイツ           | ドイツ           | リーグ戦         | リーグ戦         | リーグ杯         | リーグ杯         | DFBポカール      | DFBポカール      | 期間通算         | 期間通算         |
| 2009-10          | デュッセルドルフ | 23               | ブンデス2部      | 2                | 0                | 0                | 0                | 0                | 0                | 2                | 0                |
| 通算             | 日本             | 日本             | J1               | 47               | 1                | 18               | 0                | 5                | 0                | 70               | 1                |
| 通算             | 日本             | 日本             | J2               | 19               | 0                | -                | -                | 0                | 0                | 19               | 0                |
| 通算             | ドイツ           | ドイツ           | ブンデス2部      | 2                | 0                |                  |                  |                  |                  | 2                | 0                |
| 総通算           | 総通算           | 総通算           | 総通算           | 68               | 1                | 18               | 0                | 5                | 0                | 91               | 1                |

Jリーグ出場歴
- Jリーグ初出場 - 2003年4月29日京都パープルサンガ戦(市原臨海競技場)
- Jリーグ初ゴール - 2006年9月30日 大分トリニータ戦(フクダ電子アリーナ)

その他の国際公式戦
- 2006年
  - A3チャンピオンズカップ 2試合0得点